# 107 TCN
Năm 107 TCN là một năm trong lịch Julius. 